# Ramón Mercader
Jaime Ramón Mercader del Río Hernández, também conhecido como Ramón Mercader, Jacques Monard ou ainda Frank Jacson (Barcelona, 7 de fevereiro de 1913 – Havana, 18 de outubro de 1978) foi um agente no exterior do Comissariado do Povo para Assuntos Internos NKVD da URSS, na época que Josef Stalin era o secretário geral do Partido Comunista da União Soviética. Seu ato mais conhecido foi se infiltrar na casa de Leon Trótski, em seu exílio no México e cometer o atentado que levaria à morte o principal rival de Stalin.
Como um suposto rico comerciante ele se tornara amante da trotskista americana Sylvia Agelot, e se infiltrara na casa onde Trótski morava, cometendo o atentado ao final da tarde de 20 de agosto de 1940. Em 1961 foi condecorado com a medalha de Herói da União Soviética, uma das mais altas comendas do país.

## Vida
Mercader nasceu em Barcelona, mas passou grande parte de sua juventude na França com sua mãe, Eustacia Maria Caridad del Río Hernández, após a separação de seus pais. Seu avô havia sido governador de Cuba. Ainda jovem abraçou o marxismo-leninismo, ajudando organizações marxistas-leninistas na Espanha durante meados dos anos 30. Esteve preso por algum tempo devido a suas atividades, mas libertado quando a Frente Popular venceu as eleições e assumiu o governo de seu país em 1936.
Nesta época sua mãe se torna uma agente soviética. Pouco tempo antes de irromper a Guerra Civil Espanhola Ramón viaja a Moscou, com o intuito de treinar as artes da sabotagem, luta de guerrilhas e assassinato. Foi-lhe dado o nome-código “GNOME” por seus superiores.

## Assassinato de Trotsky

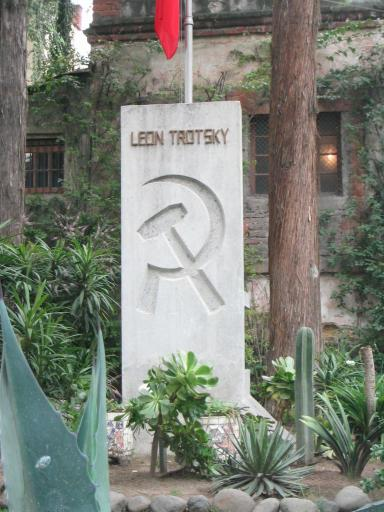
Túmulo de Leon Trótski em Coyoacán, bairro da cidade do México, no jardim da casa onde morou durante seus últimos anos de vida.

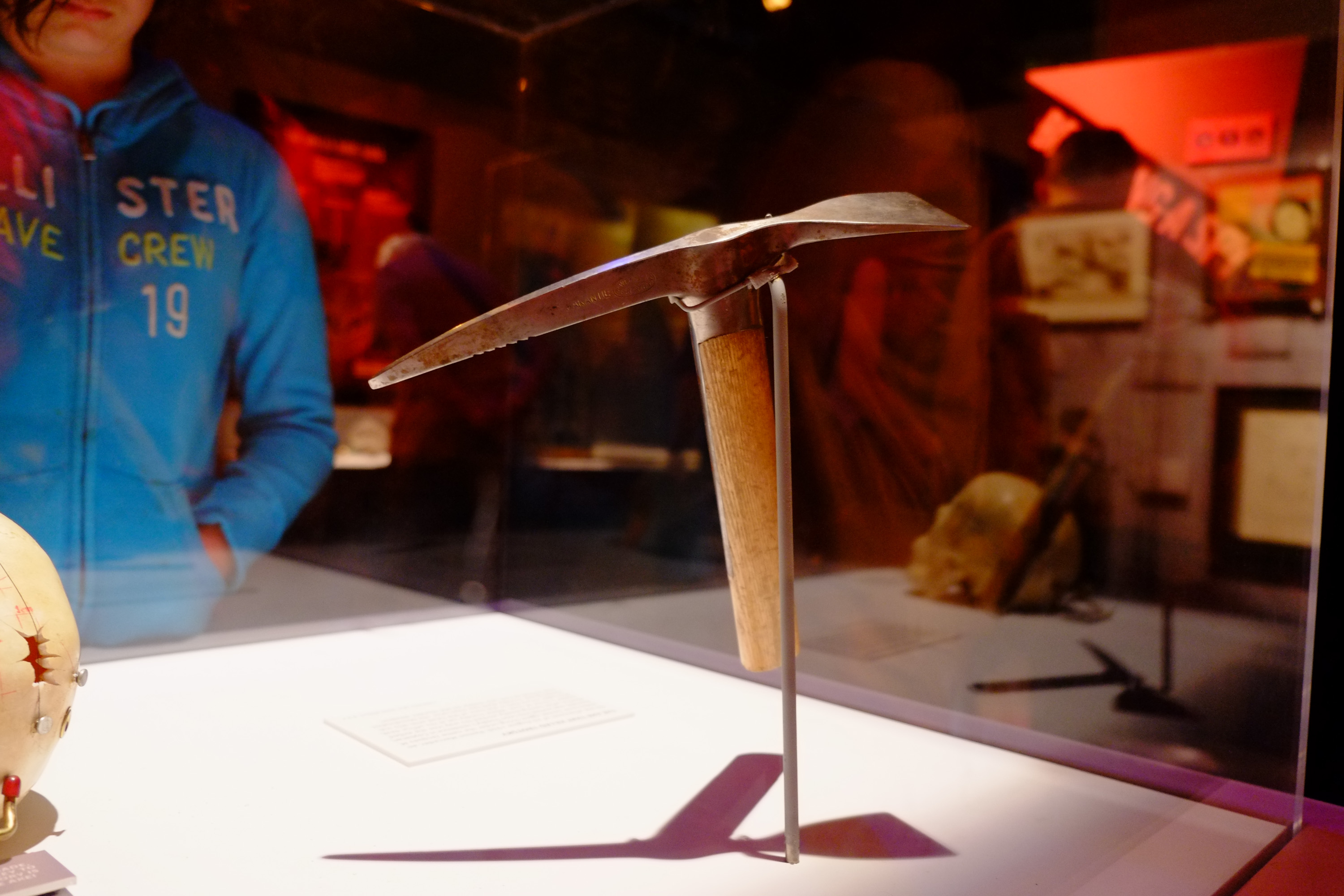
Piolet usado para assassinar Trótski. Adquirido por um colecionador, é visto aqui na exposição Spy: The Secret World of Espionage, do Instituto Franklin em 2013.

Na primavera de 1939 Stalin afirma ao agente Sudoplotov:
| “ | A guerra está próxima. O trotskismo tornou-se um cúmplice do Fascismo. Devemos dar um profundo golpe na IV internacional. Como? Decapitem-na! Arquivos da GPU-NKVD F.31 660, d. 9067,t,1,L.163 – Atuações no exterior. (Citado em Volkogonov, D. Trotsky. pg. 456) | ” |

Em outubro de 1939, Mercader entrara no México com um passaporte falso, identificando-se como “Jacques Mornard”, um homem de negócios. Segundo Volgokanov a operação que levou ao assassinato de Trótski custara cerca de cinco milhões de dólares ao governo stalinista (Volkogonov, Trotski, pg 458).
No dia 24 de maio de 1940, falha um elaborado plano de assassinato estabelecido por Mercader e outro agente da NKVD no México. A espiã soviética, África de las Heras, que também se infiltrara na casa de Trótski trabalhando como empregada, ajudou-o no plano. Um segundo plano foi rapidamente engendrado. Desta vez, “Jacques Mornard”, que tinha evitado levantar suspeitas durante o primeiro atentado contra a vida de Trótsky, consegue amizade com a secretária de Trótsky, Sylvia Agelof.
Encontra-se por duas vezes com Trótsky sob o pretexto de ser um patrocinador canadense de suas ideias. Na segunda, em 20 de agosto, no escritório da casa de Trótsky em Coyoacán (próximo da Cidade do México), Mercader feriu-o mortalmente na cabeça com um piolet (pequena picareta de alpinismo). Segundo alguns relatos, os seguranças de Trótsky iriam matá-lo, mas Trótsky impediu, gritando: "Não o matem! Este homem tem uma história a contar."
Mercader foi conduzido às autoridades mexicanas, a quem se recusou a revelar sua real identidade; não obstante, foi condenado por assassinato e sentenciado a 20 anos de prisão, ficando os primeiros cinco anos em solitária (Levine, 1960 pg. 10). Apenas em agosto de 1953 sua verdadeira identidade foi descoberta, suas conexões com a NKVD não foram reveladas até que tivesse ocorrido a dissolução da União Soviética, quando foram abertos os arquivos da NKVD.

## Mercader descreve suas ações em seu julgamento no México
| “ | Coloquei minha capa de chuva na mesa, de uma forma que fosse capaz de remover o piolet que estava dentro do bolso. Eu decidi aproveitar aquela maravilhosa oportunidade que se apresentava. O momento que Trótski começou a ler meu artigo foi quando decidi fazê-lo. Retirei o piolet do bolso do casaco, coloquei-o nas minhas mãos e, com meus olhos fechados, dei-lhe um forte golpe na cabeça. Trótski emitiu um grito que eu nunca esquecerei. Um longo aaaa, interminavelmente longo, eu penso que ainda ecoa em meu cérebro. Trótski pulou em cima de mim como pôde e mordeu a minha mão. Olhe, você ainda pode ver as marcas dos seus dentes. Eu o empurrei e ele caiu no chão. Então ele levantou-se e cambaleou para fora do escritório. (Volkogonov, Trotski, pg 466). | ” |

## Prisão, Fidelidade e Reconhecimento

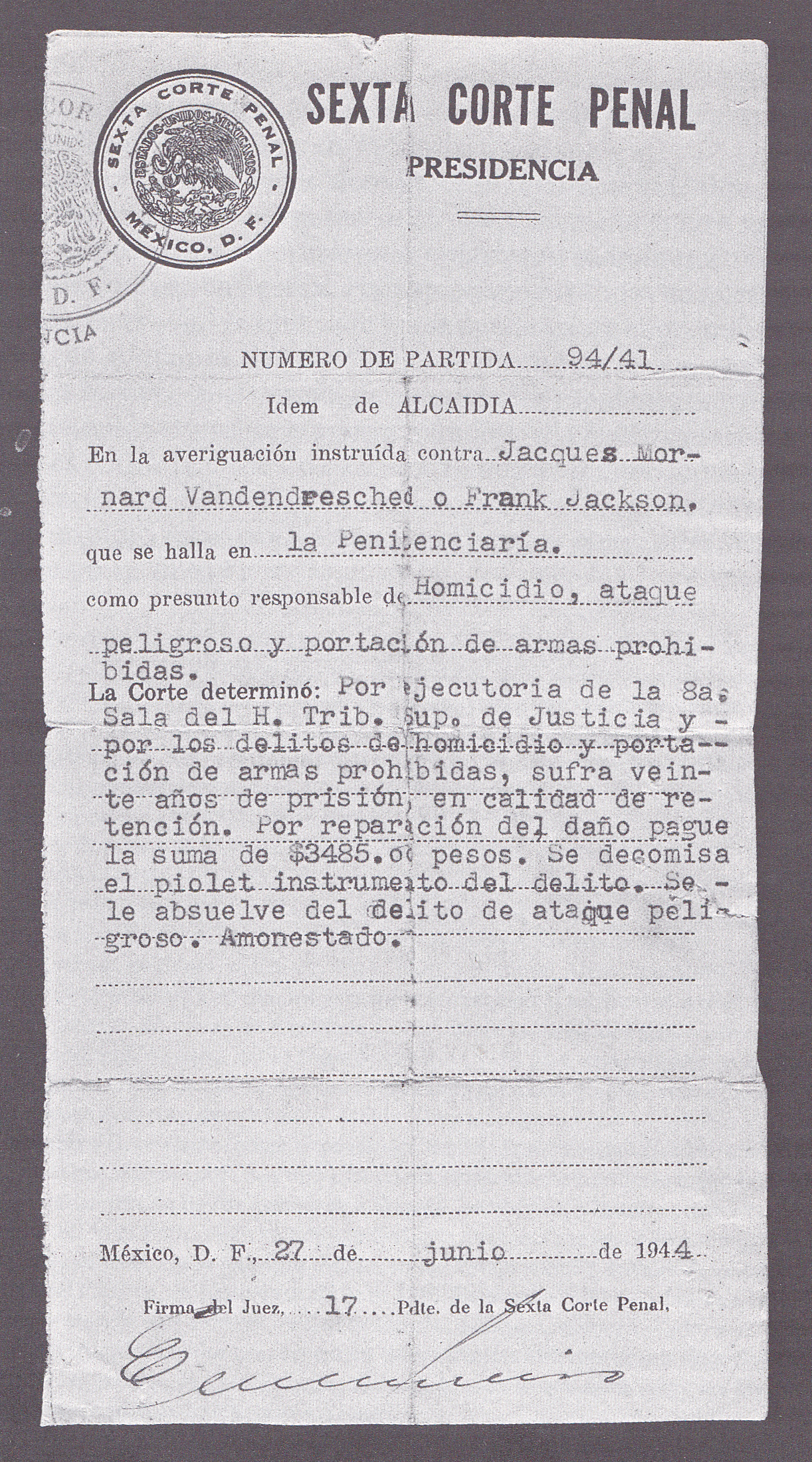
Sentença de condenação de Mercader (1944). A sentença refere-se a ele como "Jacques Monard ou Frank Jacson".

Mesmo sendo frequentemente torturado pela polícia mexicana, Mercader jamais revelou sua identidade ou suas ligações com a NKVD. Alfonso Quiroz, um psicólogo mexicano que se interessou pelo caso, concluiu após diversas análises que Mercader era uma pessoa superdotada, pois além de dominar vários idiomas fluentemente tinha uma capacidade de raciocínio acima do normal. Após poucos anos de prisão, Mercader pleiteou liberdade condicional, que foi negada pelo Dr. Jesús Siordia e pelo criminologista Q. Cuarón.
A NKVD chegou a elaborar um ousado plano para resgatá-lo da prisão em Outubro de 1944. Entretanto, este plano, que contaria com a participação da espiã Anna Feodorovna Filonenko-Kamaeva, jamais foi realizado. Após cumprir sua pena, foi finalmente libertado do presídio Lecumberri, na Cidade do México, em maio de 1960, e mudou-se para Havana, onde Fidel Castro o acolheu.
Em 1961, Mercader mudou-se para a URSS e foi condecorado com a medalha de Herói da União Soviética, uma das mais altas comendas do país. Mercader dividiu-se entre Cuba e a União Soviética pelo resto de sua vida, reverenciado pela KGB (sucessora da NKVD). Veio a falecer em Havana, em 1978, e encontra-se sepultado sob o nome de Ramon Ivanovitch López no cemitério de Kuntsevo, em Moscou, possuindo um lugar de honra no museu da KGB na capital russa.

## Filmografia sobre Ramón Mercader
| Ano  | Filme                            | Diretor                                | Ator            | Nota |
| ---- | -------------------------------- | -------------------------------------- | --------------- | --- |
| 1972 | O Assassinato de Trotsky         | Joseph Losey                           | Alain Delon     | Filme britânico que conta a história do assassinato de Trotsky |
| 1996 | Asaltar los cielos               | José Luis López-Linares e Javier Rioyo | -               | Documentário espanhol do ponto de vista da família Mercarder |
| 2009 | El hombre que amaba a los perros | Leonardo Padura                        | -               | Novela histórica cubana com a narração em torno do exílio de Trotsky e sua confluência no México com Mercader. |
| 2015 | El Elegido                       | Antonio Chavarrías                     | Alfonso Herrera | Filme mexicano/espanhol que conta a história de Ramón durante a operação do assassinato de Trotsky. Também estão no elenco Hanna Murray (Game of Thrones) e Henry Goodman. |
| 2017 | Trotsky                          | Alexander Kott                         | Maksim Matveyev | Série russa em homenagem aos 100 anos da revolução de 1917, em que Ramón Mercader tem acesso a Trotsky como um jornalista americano que realiza um série de entrevistas a fim de publicar um biografia. Durante os relatos, os principais momentos do bolchevique são revividos e contados no decorrer da série. |